# Virginia G. Gallardo
Virginia G. Gallardo (Buenos Aires, 1971) é uma atriz e escritora argentina.
Morou na Alemanha durante 10 anos, formando-se em Economia na Universidade de Mainz. Recebeu uma menção honrosa no Prêmio Casa de las Américas por sua coletânea de contos El Porvenir. Trabalhou na adaptação do livro para o teatro em 2016.

## Obras
- 2012 - El Porvenir (contos) - Ed. Simurg